# Thibaut Wohlfahrt
Pour les articles homonymes, voir Wohlfahrt.
Thibaut Wohlfahrt est un réalisateur et scénariste franco[réf. nécessaire]-belge.

## Filmographie partielle

### Au cinéma
- 2011 :  Ciao bambino  (court métrage, aussi scénariste)
- 2012 : Entre-Deux  (court métrage)
- 2014 :  La Traversée  (court métrage, aussi scénariste)
- 2014 :  Le Goût des myrtilles (deuxième assistant réalisateur)
- 2019 :  Bruxelles-Beyrouth  (court métrage, aussi scénariste)
- 2022 : Ma gueule  (court métrage)
- Prochainement : 
  - 2023 : La Salle des pas perdus, coréalisé avec Roda Fawaz[1]

## Récompenses et distinctions
- 2023 : Magritte du cinéma : Meilleur court-métrage de fiction pour Ma gueule, partagé avec Gregory Carnoli

- (en) Thibaut Wohlfahrt: Awards, sur l'Internet Movie Database